# Rue Piat
La rue Piat est une voie située dans le quartier de Belleville du 20e arrondissement de Paris, en France.

## Situation et accès
La rue Piat est desservie par les lignes 2 et 11 à la station Belleville et 11 à la station Pyrénées.

## Origine du nom
Cette voie est nommée d'après le nom du propriétaire des terrains sur lesquels elle a été ouverte. Jean-Jacques Piat était un notaire bellevillois, qui fut également conseiller municipal de l'ex-commune de Belleville dans les années 1830-1840. L'étude (no XXXVII au minutier central des Archives nationales) qu'il tint de 1835 à 1847 se situait aux 58-60, rue de Paris (actuelle rue de Belleville).

## Historique
Au début du XIXe siècle, cette voie de l'ancienne commune de Belleville desservait deux moulins, le moulin Neuf et le moulin Vieux, qui étaient situés vers l'emplacement de la villa Ottoz, démolie en 1976,.
Alors qu'elle porte sa dénomination actuelle, la partie située entre les rues de Belleville, Vilin et des Envierges, est classée dans la voirie parisienne en vertu du décret du 23 mai 1863.
Elle est prolongée des rues Vilin et des Envierges au passage de l'Isly sous le nom de « rue Piat prolongée » avant de prendre le nom de « rue Piat » par un arrêté du 10 novembre 1873.
L'ouverture du square Alexandre-Luquet a fait disparaitre une partie de la rue.

## Bâtiments remarquables et lieux de mémoire
- Elle constitue une sorte de « balcon » sur le sud de la capitale, avec une vue qui s'étend du quartier de Bercy au parc André-Citroën.

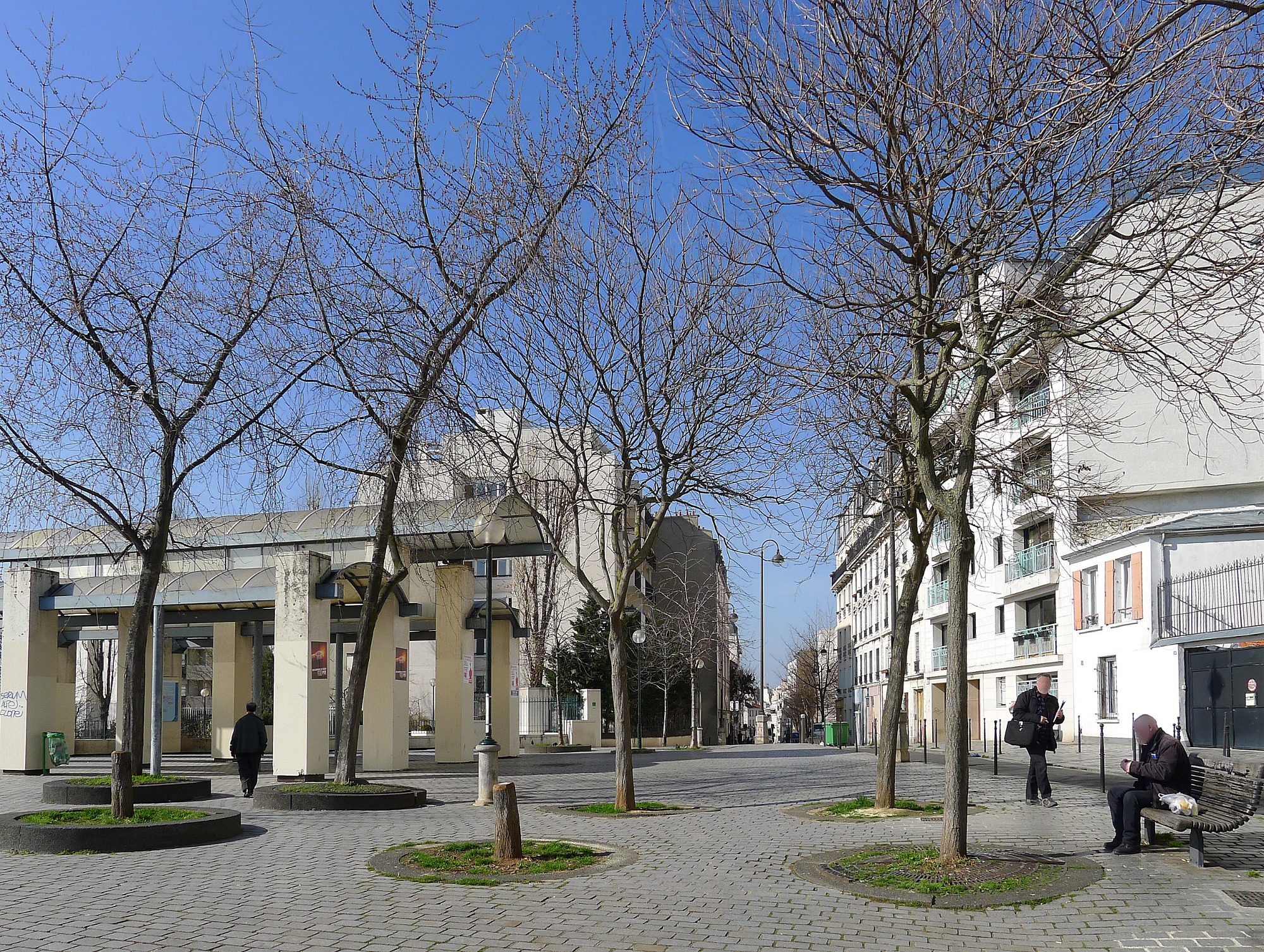
Rue au niveau du belvédère du parc de Belleville.
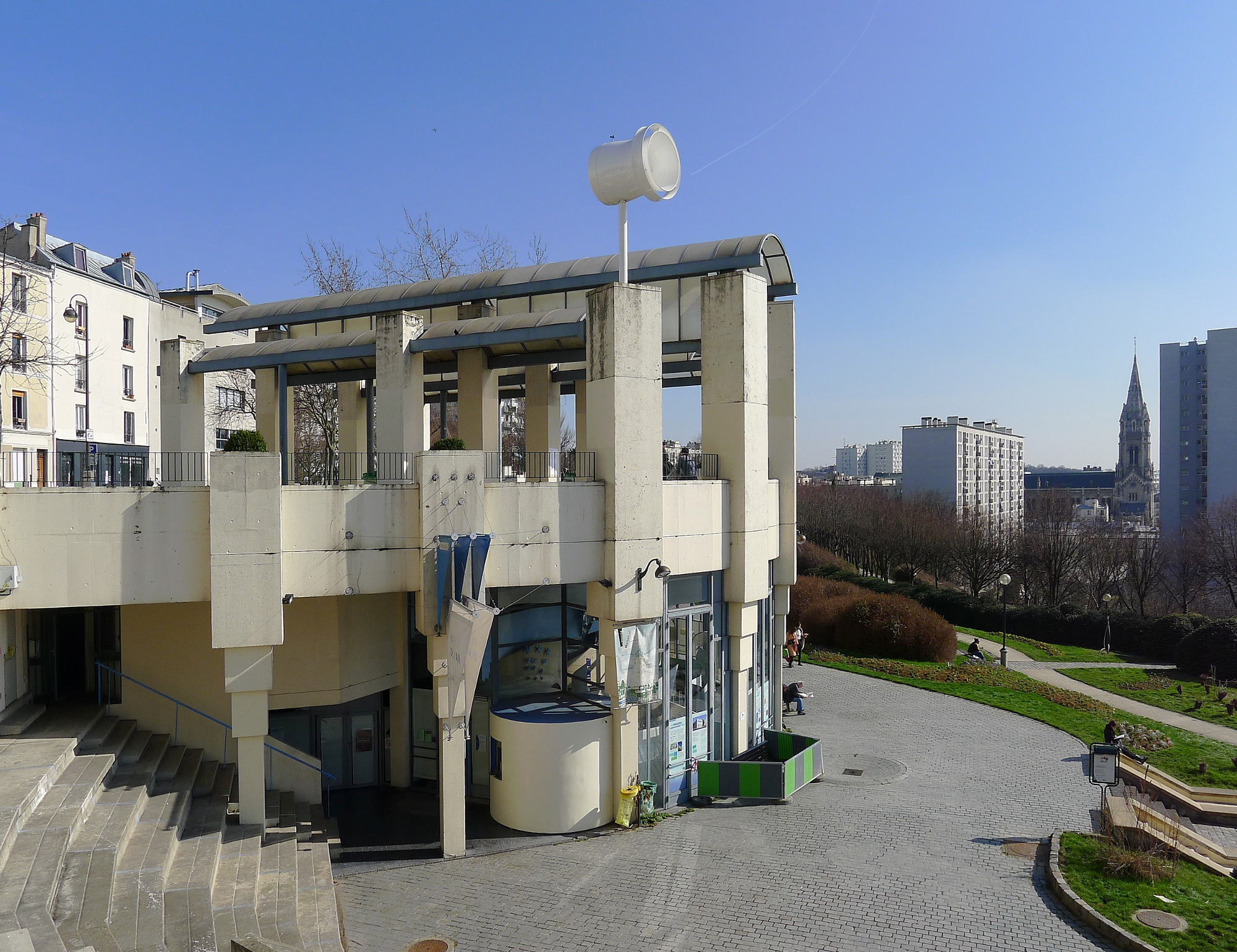
Belvédère surplombant le parc.
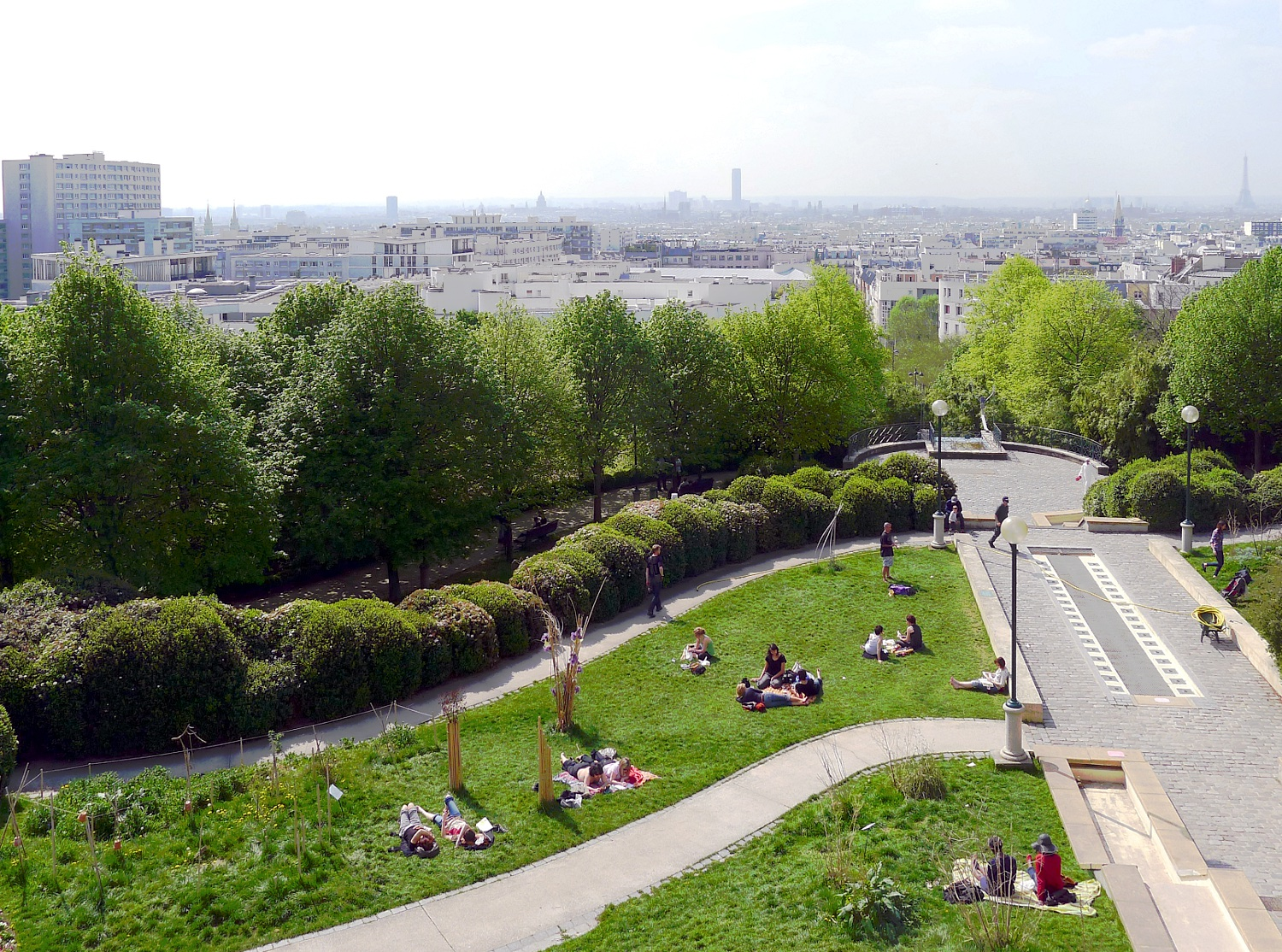
Parc et panorama vus depuis le belvédère des rues Piat et des Envierges.

- Accès à la villa Faucheur.
- No 43 : après ce numéro (autrefois numéroté 37) se trouvait la grille de l'entrée de la villa Ottoz, aujourd'hui démolie. Cette villa fut la résidence du critique d'art Jean Dolent (1835-1909) qui y tenait un salon artistique. Il y recevait les défenseurs du symbolisme et ses nombreux amis : Paul Gauguin, Auguste Rodin, Gustave Geffroy, Roger Marx, Gustave Kahn, Julien Leclercq et le peintre Eugène Carrière qui y venait en famille.
- No 51 bis : siège social de la société Studec, l'une des principales sociétés d'ingénierie documentaire en France.
- No 53 : site de l'ancienne fabrique de chaussures Andromaque. Dans la première moitié du XXe siècle, Belleville était l’un des principaux centres français de la chaussure, avec Romans, Limoges et Fougères[3].

## Sources
- Bernard Stéphane, Dictionnaires des noms de rues, Paris, Édition Mengès, 1977, 786 p.  (ISBN 2-8562-0454-6).